# Незнакомцы: Начало
«Незнакомцы: Начало» (англ. The Strangers: Chapter 1) — художественный фильм режиссёра Ренни Харлина по сценарию Алана Р. Коэна, Алана Фридланда и Эмбер Лутфи. Главные роли исполнили Мэделин Петш и Фрой Гутьеррес. Фильм является возможным ремейком фильма 2008 года, в центре сюжета которой — семейная пара, столкнувшаяся с тремя психопатическими незнакомцами в масках во время дорожной поездки. Премьера в США состоялась 13 мая 2024 года, в России фильм был выпущен 30 мая 2024 года.

## Сюжет
Майя и Райан, пара влюблённых, путешествуют через всю страну, чтобы начать новую совместную жизнь на Тихоокеанском Северо-Западе. По дороге их машина ломается в городе Венус, штат Орегон, и они вынуждены провести ночь в изолированном доме арендованном на Airbnb. В течение ночи их терроризируют трое незнакомцев в масках.

## В ролях
- Мэделин Петш — Майя
- Фрой Гутьеррес — Райан
- Рэйчел Шентон — Дебби
- Габриэль Бассо — Грегори
- Эма Хорват — Шелли
- Флориан Клэр — Крис
- Ричард Брейк— шериф Роттер

## Производство
В августе 2022 года продюсер Рой Ли объявил о планах производства трёх фильмов-сиквелов, которые должны были последовательно выйти в прокат с сентября того же года. Ренни Харлин должен был стать режиссёром по крайней мере одного из сиквелов, хотя он вёл переговоры о том, что, возможно, будет работать над всеми фильмами.
Позднее в том же месяце Харлин был официально объявлен режиссёром трёх будущих фильмов. Новая трилогия задумывалась как перезапуск серии, и продюсер Кантон заявил, что трилогия призвана познакомить новых зрителей с «миром „Незнакомцев“». Соломон заявил, что когда они начинали проект, то хотели рассказать более масштабную историю, чем раньше, но при этом «расширить этот мир». Продюсер описывает три фильма как «исследование характеров», по сравнению с двумя предыдущими фильмами.
В сентябре 2022 года главные роли в фильме получили Маделайн Петш, Фрой Гутьеррес и Габриэль Бассо. В октябре 2022 года к актёрскому составу присоединилась Эма Хорват, а месяц спустя — Рэйчел Шентон.
Съёмки всех трёх фильмов начались в сентябре 2022 года в Братиславе и завершились в ноябре 2022 г. Харлин рассказал Entertainment Weekly, что это был «вызов всей жизни, но я принял его. В понедельник утром я мог снимать вторую главу, в понедельник днем — первую, а во вторник утром — третью. Это было невероятно сложно для актёров, для преемственности в плане грима и гардероба, а также для моего оператора, потому что мы хотели создать визуальный язык, который развивался бы так, чтобы фильмы становились всё масштабнее, эпичнее, по мере того как мы продвигались вперед. Это просто заставляло нас постоянно работать».
Первые кадры будущей трилогии были показаны 12 октября 2023 года на New York Comic Con.
Выход трилогии запланирован на 2024 год.

## Будущее
Два сиквела, которые снимались одновременно с первым фильмом, выйдут на экраны в 2024 году. Харлин заявил, что студия дала добро на создание трилогии, чтобы «исследовать, что происходит с жертвами подобного насилия…», подтвердив, что в фильмах будет подробно рассказано о личностях убийц и откуда они появились. Режиссёр заявил, что фильмы не будут ни ремейком, ни перезагрузкой, а по тону будут близки к первому фильму.